# 盐铁转运使
盐铁转运使，唐朝使职名。全称为诸道盐铁转运使，唐代中后期专职财务官吏。
盐铁使与转运使原为两个使职。唐代宗宝应元年（762年），在安史之乱影响下，社会动乱，关东漕运宜有倚办，朝廷任命通州刺史刘晏为户部侍郎、京兆尹、度支盐铁转运使。盐铁兼管漕运，从此开始。五代十国、宋朝以盐铁、度支、户部为三司。